# Лукин, Алексей Владиславович
Алексе́й Владисла́вович Луки́н (род. 22 апреля 1999, Москва) — российский актёр. Наиболее известен по роли Ивана Иванова в сериале «Ивановы-Ивановы» на телеканале СТС. Победитель реалити-шоу «Последний герой. Остаться семьёй» (2023).

## Биография
Родился 22 апреля 1999 года в Москве. В школьные годы занимался футболом (сначала в детско-юношеской школе ЦСКА, затем — «Динамо»). Его младший брат Матвей — профессиональный футболист, защитник основного состава ЦСКА.
В 2010—2012 годах обучался актёрскому мастерству, сценической речи и пластике в Агентстве President Kids. В 2012—2013 годах занимался актёрским мастерством и сценической речью в Государственном клубе «Современник».
В 2016 году поступил в ГИТИС на режиссёрский факультет в актёрскую группу, мастерская Л. Е. Хейфеца.
Весной 2017 года Алексей Лукин ушёл из ГИТИСа. Причина: актёр был утверждён на главную роль в телесериале «Ивановы-Ивановы», в апреле начались съёмки этого сериала, при этом съёмочный график не позволял ему совмещать съёмки и учёбу. Телесериал получил высокие рейтинги. По словам Алексея Лукина: «Для роли Вани Иванова я скопировал многое от моего одноклассника, который сейчас учится в ПТУ».
Среди киноработ актёра: роли в фильмах «Призрак», «Училка», «Спасти Пушкина», «Последнее испытание» и другие.
В 2023 году принял участие и стал победителем вместе со своим отцом Владиславом в десятом юбилейном сезоне культового реалити-шоу «Последний герой» на телеканале «ТВ-3».

## Фильмография
- 2013 — Второе дыхание — эпизод
- 2013 — Дело врачей — Костик
- 2013 — Прокурорская проверка — Петров
- 2013 — Особый случай — Мишка
- 2014 — Чемпионы — хоккеист
- 2014 — Учителя — эпизод
- 2014 — Мальчики + девочки = — Гошка (главная роль)
- 2015 — Призрак — Стас, одноклассник Вани
- 2015 — Училка — «Гуся» (Гусько), одиннадцатиклассник
- 2015 — Нарушение правил — Рома, друг Нади
- 2015 — Развод — Дима Субботин
- 2015 — Сводные судьбы — Митя Шатов, сын Роберта
- 2016 — Коробка — Фима
- 2016 — Пятая стража — Толик (132 серия)
- 2017 — Спасти Пушкина — Федя, ученик лицея (главная роль)
- 2017 — Власик. Тень Сталина — Лохматый
- 2017 — 2025 — Ивановы-Ивановы — Иван Антонович Иванов, биологический сын Алексея и Лидии Ивановых, сын Антона и Полины Ивановых (главная роль)
- 2018 — Взрыв — Вадим Тополев (главная роль)
- 2018 — Лёд — парень в качалке
- 2018 — Деффчонки — Петя (6 сезон)
- 2018 — Домашний арест — одноклассник Славы Самсонова (3, 8 серии)
- 2018 — Буерак — На старых сидениях кинотеатра (короткометражный) — Тимофей (главная роль)
- 2019 — Последнее испытание — «Гуся» (Гусько)
- 2020 — #Даняизвини — музыкант по прозвищу Даня Извини (главная роль)[13]
- 2021—2023 — Контакт — Артемий Кравцов
- 2022 — Алиса не может ждать — Фил
- 2022 — Лэйт Найт Скул — Илья (главная роль)
- 2022 — Пётр I: Последний царь и первый император — Пётр I в юности (главная роль)
- 2023 — Ивановы-Ивановы. Новогодние каникулы — Иван Иванов (главная роль)
- 2024 — наст. время — Казачок — Стёпа (главная роль)
- 2024 — наст. время — Макрон — Андрей (главная роль)
- 2025 — Этерна — Эстебан Колиньяр

## Телевидение
- 31.12.2017 — «Новый год, дети и все-все-все!» (СТС) — гость[14][15]
- 27.01.2018 — Церемония вручения премии «Золотой Орёл — 2018» (Россия 1) — вручал награду
- 23.04.2018 и 26.01.2021 — «Кино в деталях» (СТС) — гость
- 20.06.2019 — «Выпускник 2019». Концерт в Государственном Кремлёвском дворце (Муз-ТВ) — вручал награду[16]
- 15.09.2019 — Церемония вручения премии «Дай пять» (СТС) — вручал награду[17]
- 03.11.2019 — «Дело было вечером» (СТС) — участник
- 30.06.2020 — «Детский КВН» (СТС) — член жюри[18][19]
- 01.11.2021 — «Форт Боярд» (СТС) — участник
- 28.10.2023—30.12.2023 — «Последний герой. Остаться семьёй» («ТВ-3») — победитель 10-го юбилейного сезона культового реалити-шоу

Снимался в рекламе: «Доширак», «Актимель», «Глория Джинс», Lay’s, MasterCard и других рекламных роликах.

### Интернет-ТВ
- 03.02.2020 — вМесте — интервьюируемый гость[24]

## Музыкальные клипы
- 2019 — «На старых сидениях кинотеатра» (Буерак)[25]
- 2020 — «Девочка-космос» (Николай Басков)

## Критика
Критик «Киноафиши» Галина Потапова отметила, что в фильме «Спасти Пушкина» Алексею Лукину удалось не только раскрыть историю своего персонажа, но и «провести вразумительную линию развития от саркастического отношения к Пушкину до вполне человеческого восхищения не как поэтом, но как человеком».
Обозреватель «Ридуса» Максим Марков отметил, что за успех телесериала «Ивановы-Ивановы» отвечает вся команда актёров, в том числе и исполнитель одной из главных ролей Алексей Лукин. Обозреватель Film.ru Евгений Ухов также положительно оценил игру актёра в телесериале «Ивановы-Ивановы»:

…и Семён Трескунов, и Алексей Лукин актёры проверенные, способные и даже имеющие собственные армии поклонников. Они органично вписываются в калейдоскоп характеров, демонстрируемый на экране, придавая сериалу молодёжной энергии, добавляя модных словечек и лёгкого инфантилизма, присущего современным подросткам.